# أهل علاية (يافع)

تعديل مصدري - تعديل

أهل علاية هي إحدى قرى عزلة لبعوس بمديرية يافع التابعة لمحافظة لحج، بلغ تعداد سكانها 35 نسمة حسب تعداد اليمن لعام 2004.